# Sammallahdenmäki bronzkori temetője

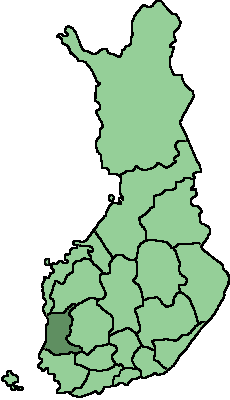
Satakunta terület elhelyezkedése

Sammallahdenmäki bronzkori temetője régészeti lelőhely Finnországban, Rauma városban. Mely 1999. december 4. óta szerepel az UNESCO világörökséglistáján, mint az első, Finnországban található kimagasló értékű régészeti egység. A lelőhelyet Finnország és egész Skandinávia legjellemzőbb bronzkori kultúráját testesíti meg. A hatalmas (körülbelül egy kilométer átmérőjű) területen fellelt bronzkori lelet a környező zuzmótakarós sziklás tájjal együtt értékes egységet képvisel.

## Sammallahdenmäki
A temető Satakunta közigazgatási egység Rauma város Kivimäki falujának határában helyezkedik el. A sekélyvízű Saarnijärvi tó partmenti szikláin 33 kőhalom található. Ezek a kőhalmok a bronzkorban (i. e. 1500–500) Nyugat-Finnországban elterjedt skandináv bronzkultúráról árulkodnak. E kultúra hatására a partvidéken új temetkezési szokás alakult ki: a halottakat kőből készített halmokba temették. A halmokat gyakran a tengerparti magas sziklákon emelték. A ma már teljesen benőtt Saarnijärvi a bronzkorban nyílt tengeröböl volt, melynek vízszintje a mainál majd 30 méterrel magasabban hullámzott.
A helyi lakosoknak már régóta tudomásuk van a kőhalmokról. Az első írásos feljegyzés létezésükről 1878-ban készült, 1891-ben pedig vizsgálatokat folytattak. Ekkor négy halmot tártak fel, köztük a Skandináviában ritka Templompadlónak elnevezett négyzetalaprajzút, és az árokszerű Furulyasírt. Szerkezetük miatt mindkettőt sírhalomnak sorolták be. Az 1891-es ásatáskor tárgyakat nem találtak. Hosszú szünet után a Sammallahdenmäki sírhalmok feltárását 2002 nyarán a Museovirasto (Műemlékvédelmi Hivatal) vezetésével folytatták, amikor nyolc sírhalmot vizsgáltak meg. Ezek közül hatban égett emberi csontokat találtak, ami azt bizonyítja, hogy a holtakat elégették. Egy sírhalomban két kőkoporsót leltek, az egyikben égett csontokon kívül bronzból készült karkötődarabot is találtak.

## Kormeghatározás, feltárás munkamenete
Radiokarbon kormeghatározás eredményeként megállapították, hogy a magasabban fekvő sírhalmok keletkezési ideje i. e. 1300-1000 tehető. Ezen sírhalmoktól alacsonyabban elhelyezkedő kőkoporsós temetkezőhely a feltárt leletből a legfiatalabb, keletkezése i. e. 170- i. sz. 82 közé tehető. Ezt a mérést a sírban talált karkötődarab jellemzői is alátámasztják.
2003–2004 nyarán Sammallahdenmäki temetőjétől délre elhelyezkedő, a fiatalabb sírhelyekkel egyidős lakóterületet vizsgálták meg. Az ásatások során agyagedénydarabok, égett állati csontok, kevés bronz és csiszolt kőtárgy került a felszínre. A tűzrakóhely feltárásakor megégett árpa- és búzaszemeket is találtak. Ezen a területen több, valószínűleg háztartópillér-maradványt leltek, melynek alapján lehetségesnek tartják, hogy itt lakóház volt akkoriban.
Finnország éghajlata a bronzkor idejében a mainál enyhébb volt, a középhőmérséklet pár fokkal magasabb értéket mutatott; a tölgy, a szil és a hársfa is megélt ekkor Satakunta területén. A szárazföld emelkedése a mainál aktívabb volt, a táj gyorsan változott. A tengerszint Raumánál kb. 30 méterrel magasabb volt, a bronzkor végén ez az különbség már csak kb. 20 méter. Az itt élő emberek állattartáson kívül halászatból, madarászatból és vadászatból tartották el magukat. Ebben az időben kezdetleges módszerekkel elkezdődött a föld megművelése.

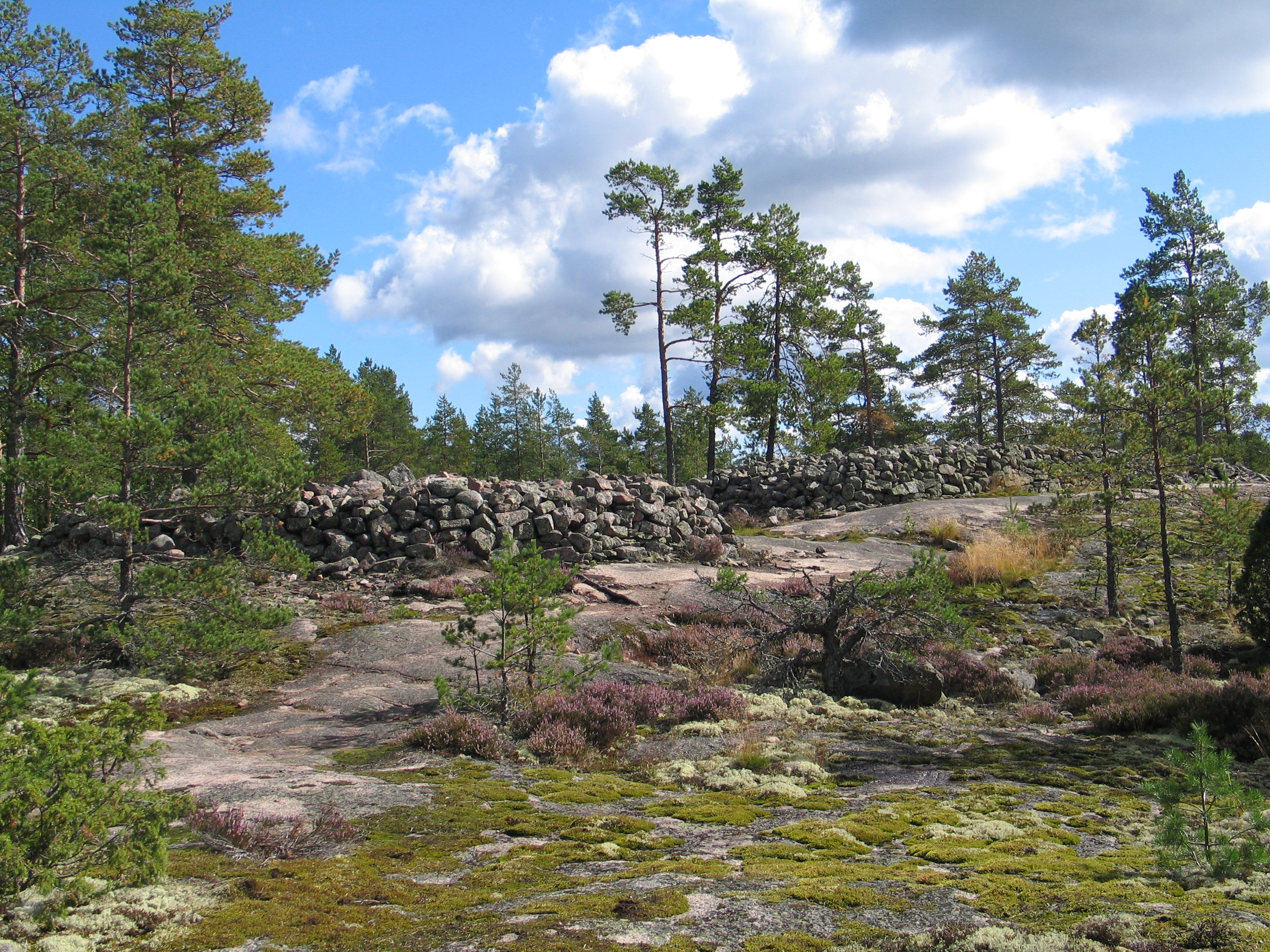
"Furulyahossz" temetkezési hely bal oldali kőkoporsója

## A régészeti leletek védelme
A lelőhelyet régészeti törvény védi. Eszerint a lelőhely teljes területén ásatás, befedés, változtatás, sérülést okozó (vagy okozható) tevékenység végzése, bármilyen tárgy vagy rész eltávolítása tilos.
Sammallahdenmäki régészeti lelőhelye teljes egészében magánterületen fekszik.

## Mesebeli lények temploma

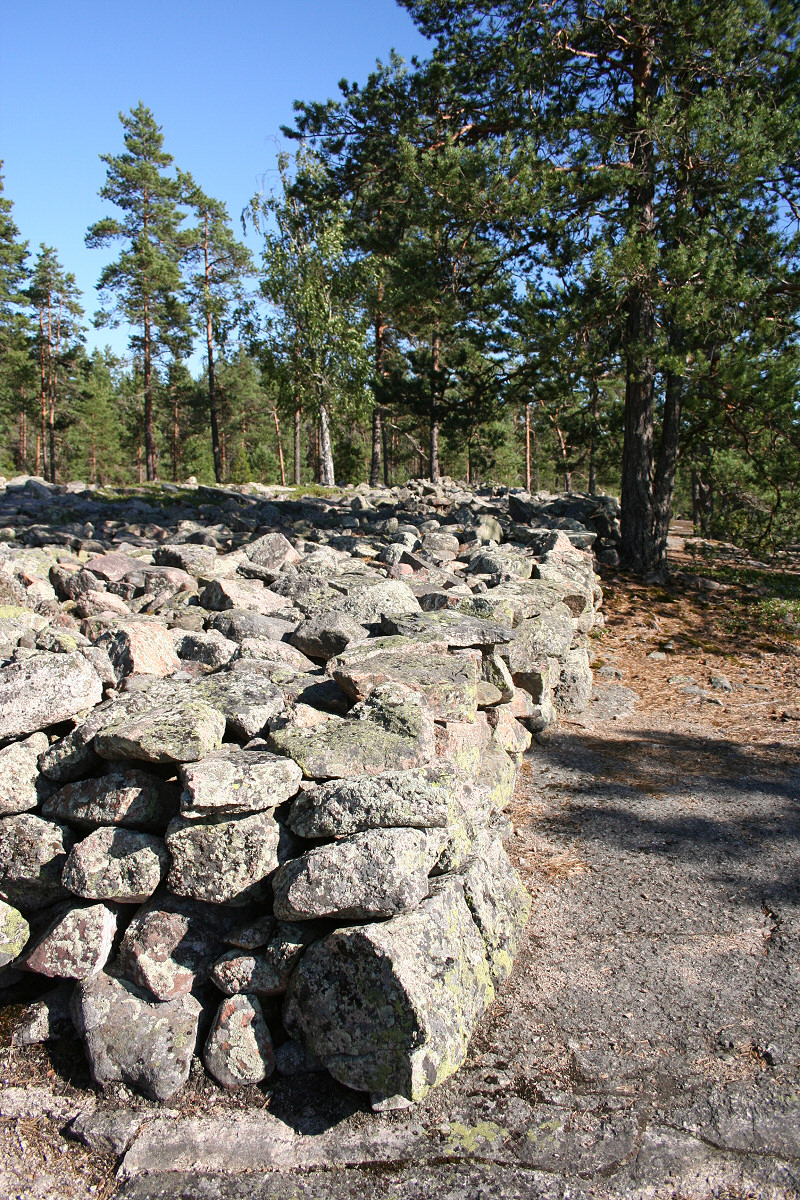
Templomalapnak elnevezett négyzet alakú sírhely

A helyi hiedelem szerint a sírhalmok közül a legismertebb, Kirkonlaattia (templomalap) keletkezésének története: "Ezen a területen régen mesebeli lények laktak. Amikor aztán keresztény hitűek érkeztek ide, elkezdődött a versengés, melyik maradjon. A vitát közös döntés szerint úgy akarták eldönteni, hogy mindkét nép templomot épít, amelyiknek a harangja előbb megszólal, az legyen a győztes. A munka megkezdésekor a keresztények elsőként két oszlopot emeltek, a harangot közéhelyezték, majd harangszóval hirdették a templom készülését. A mesebeli lények a harangszót hallva munkájukat félbehagyva dúlva-fúlva távoztak a vidékről." (Lappiból 1878-ban gyűjtött és lejegyzett történet)